# Amantius
Amantius (? - 518) est un eunuque et un haut fonctionnaire byzantin du début du VIe siècle, qui joue un rôle important à la fin du règne d'Anastase et lors de la succession de ce dernier en 518.

## Biographie
À la mort de l'empereur Anastase en juillet 518, Amantius est le praepositus sacri cubiculi (grand chambellan), l'un des postes les plus importants du Palais impérial car il dirige les services du cubiculum, le chambre impériale, ce qui le met en contact étroit avec l'empereur et les affaires impériales. De ce fait, dans le cadre d'une succession qui n'a pas été préparée, il a un grand rôle à jouer. Dès l'annonce de la mort de l'empereur, il décide de promouvoir son propre candidat au trône. En effet, en tant qu'eunuque, il ne peut prétendre à la dignité impériale mais il souhaite poursuivre la politique d'Anastase, favorable au monophysisme, alors que d'autres prétendants au trône veulent rétablir l'union avec Rome. Pour parvenir à ses fins, il promeut la candidature de Théocritès, un général de peu d'envergure qu'il espère pouvoir manipuler. Il semble qu'il est allié avec Celer, le magister officiorum, l'un des plus hauts fonctionnaires de la cour byzantine. Pour s'assurer du succès de son plan, il doit recevoir le soutien des gardes impériaux, notamment les Excubites. Ceux-ci sont dirigés par Justin, un général âgé dont les prétentions sur le trône ne sont pas clairement établies. Amantius tente d'acheter son soutien, espérant qu'il distribuera l'or à ses soldats. Toutefois, il semble que Justin refuse de cautionner un tel plan et détourne l'or à son propre profit. Georges Tate voit dans cette tentative de corruption la marque du mépris d'Amantius envers Justin, perçu comme un vieux général inculte. En outre, Celer et Amantius ne peuvent obtenir le soutien des sénateurs et des principaux dignitaires impériaux. Finalement, c'est Justin qui apparaît peu de temps après comme un candidat de compromis et qui est nommé empereur. Le rôle exact de Justin reste incertain et son neveu, Justinien, pourrait bien avoir favorisé sa candidature. Quoi qu'il en soit, c'est un échec pour Amantius car Justin entend renouer le contact avec le pape.
Amantius ne renonce pas pour autant à contrecarrer les plans de Justin. Quelques jours après son couronnement, il le dénonce publiquement mais ne parvient pas à s'attirer le soutien populaire. Dès lors, sa cause est perdue. Justin le fait arrêter et l'exécute, en compagnie de Théocritès. 